# Alieni: nuove rivelazioni
Alieni: nuove rivelazioni è un programma televisivo documentaristico statunitense che indaga sui documenti relativi ad incontri alieni e sugli UFO, resi accessibili al pubblico dal 2011 dal Freedom of Information Act. Ogni episodio esamina casi stranieri come avvistamenti UFO di massa, rapimenti alieni, coperture governative e notizie aliene provenienti da tutto il mondo.

## Puntate

### Prima stagione
| n° | Titolo italiano                     | Titolo originale        | Prima TV originale |
| -- | ----------------------------------- | ----------------------- | ------------------ |
| 1  | Enciclopedia aliena                 | Alien Encyclopedia      | 22 settembre 2012  |
| 2  | Il codice alieno                    | Cracking the Alien Code | 29 settembre 2012  |
| 3  | Portale UFO: Los Angeles            | UFO Portal L.A.         | 6 ottobre 2012     |
|    |                                     |                         |                    |
| 4  | Alieni e Vaticano                   | Aliens and the Vatican  | 13 ottobre 2012    |
| 5  | Alieni sulla luna                   | Aliens on the Moon      | 20 ottobre 2012    |
| 6  | Epidemie aliene                     | Alien Plagues           | 27 ottobre 2012    |
| 7  | I segreti della tecnologia aliena   | Secret Alien Tech       | 3 novembre 2012    |
| 8  | Top 10 contatti alieni              | Top 10 Alien Plots (A)  | 5 novembre 2012    |
| 9  | Impianti alieni                     | Alien Implants          | 17 novembre 2012   |
| 10 | Il nazismo e gli alieni             | Nazis and UFOs          | 24 novembre 2012   |
| 11 | Gli alieni sono tra noi             | Aliens Among Us         | 26 gennaio 2013    |
| 12 | L'astronauta di Solway              | Solway Firth Spaceman   | 2 febbraio 2013    |
| 13 | Gli alieni e i presidenti           | Aliens and Presidents   | 9 febbraio 2013    |
| 14 | Gli dei alieni egiziani             | Alien Gods of Egypt     | 16 febbraio 2013   |
| 15 | Top 10 complotti alieni             | Top 10 Alien Plots (B)  | 6 maggio 2013      |
| 16 | Vita su Marte                       | Life on Mars            | 13 maggio 2013     |
| 17 | I man in black                      | Men in Black            | 24 giugno 2013     |
| 18 | Gli alieni e l'esercito             | Aliens and the Military | 1º luglio 2013     |
| 19 | L'area 51                           | Roswell and Area 51     | 8 luglio 2013      |
| 20 | Zone proibite                       | Forbidden Places        | 15 luglio 2013     |
| 21 | Gli UFO e l'Inghilterra             | British X-Files         | 22 luglio 2013     |
| 22 | I luoghi caldi per gli avvistamenti | Alien Hot Spots         | 29 luglio 2013     |

### Seconda stagione
| n° | Titolo italiano                  | Titolo originale               | Prima TV originale |
| -- | -------------------------------- | ------------------------------ | ------------------ |
| 1  | Majestic 12                      | Majestic 12                    | 16 settembre 2013  |
| 2  | L'incidente di Kecksburg         | The Kecksburg Incident         | 23 settembre 2013  |
| 3  | Gli UFO sottomarini              | Unidentified Submerged Objects | 23 settembre 2013  |
| 4  | L'incidente di Laredo            | The Laredo Incident)           | 23 settembre 2013  |
| 5  | Gli UFO sovietici                | Soviet UFOs                    | 30 settembre 2013  |
| 6  | Incontri fatali                  | Fatal Encounters               | 10 ottobre 2013    |
| 7  | Gli alieni e l'evoluzione umana  | Aliens and Civilization        | 14 ottobre 2013    |
| 8  | Le risorse energetiche terrestri | Alien Plunder                  | 14 ottobre 2013    |
| 9  | Rapimenti notturni               | Bedroom Invaders               | 28 ottobre 2013    |
| 10 | Messaggi dagli alieni            | Alien Messages                 | 28 ottobre 2013    |
| 11 | Blackout!                        | Blackouts!                     | 4 novembre 2013    |
| 12 | Terra aliena                     | Alien Earth                    | 4 novembre 2013    |
| 13 | Federazione terrestre            | Earth Federation               | 11 novembre 2013   |
| 14 | La griglia del mondo             | The World Grid                 | 11 novembre 2013   |
| 15 | Recupero degli schianti UFO      | UFO Crash Retrieval            | 18 novembre 2013   |
| 16 | I guardiani                      | The Watchmen                   | 18 novembre 2013   |
| 17 | Il sole                          | The Sun                        | 27 gennaio 2014    |
| 18 | Astronavi alieni                 | Alien Spaceships               | 27 gennaio 2014    |
| 19 | UFO in Australia                 | UFOs Down Under                | 3 febbraio 2014    |
| 20 | Panico controllato               | Controlled Panic               | 3 febbraio 2014    |

### Terza stagione
| n° | Titolo italiano | Titolo originale | Prima TV originale |
| -- | --------------- | ---------------- | ------------------ |

1. Le origini degli alieni (Alien Origins)
2. Raccolto umano (Human Harvest)
3. Incontri ravvicinati degli astronauti (Astronaut Encounters)
4. Anomalie atmosferiche (Atmospheric Anomalies)
5. Apocalisse aliena (Alien Apocalypse)
6. Top 10 incontri ravvicinati militari (Top 10: Military Encounters)
7. Cieli alieni (Alien Skies)
8. La prossima ondata (The Next Wave)
9. Segni del rapimento (Signs of Abduction)
10. L'antigravità degli UFO (Antigravity)
11. I metalli degli UFO (UFO Metals)
12. Triangolo del terrore (Triangle Terror)
13. Portali terrestri (Earth Portals)
14. Il sistema solare degli UFO (Solar System UFOs)
15. Gli UFO dei nazisti (Nazi UFOs)
16. Corpi alieni (Alien Bodies)
17. Le zone UFO (UFO Zones)
18. Conto alla rovescia per la scoperta (Countdown to Disclosure)
19. Top 10 incontri ravvicinaci civili (Top Ten: Civilian Encounters)
20. Il tallone di Achille degli UFO (Alien Achilles Heel)

### Quarta stagione
| n° | Titolo italiano | Titolo originale | Prima TV originale |
| -- | --------------- | ---------------- | ------------------ |

1. Seconda pelle (Second Skin)
2. L'ondata del 1952 (The 1952 Wave)
3. La legge sulla libertà di informazione (The Freedom of Information Act)
4. Forza spaziale (The Space Force)
5. Ordine di abbattimento (The Shoot Down Order)
6. Vedere per credere (Seeing Is Believing)
7. Dentro gli UFO (Inside UFOs)
8. Visitatori indesiderati (Unwelcome Visitors)
9. Viaggi alieni (Alien Journeys)
10. Alla ricerca di alieni (Finding Aliens)
11. Fotografie di UFO (UFO Photos)
12. UFO dalla Terra (UFOs from Earth)
13. L'estate dei dischi volanti (Summer of Saucers)
14. Avvistamenti della polizia (Police Sightings)
15. Incontri ravvicinati dello Space Shuttle (Space Shuttle Encounters)
16. Avvistamenti di massa (Mass Sightings)
17. Marte, l'ultima frontiera (Mars, the Final Frontier)
18. Comunicazioni aliene (Alien Communications)
19. Intelligenza artificiale aliena (Artificial Alien Intelligence)
20. Primo contatto (First Contact)